# ARD-alpha
ARD-alpha est une chaîne de télévision éducative allemande de la Bayerischer Rundfunk lancée le 7 janvier 1998. Jusqu'au 29 juin 2014, la chaîne se nommait BR-alpha,

## Histoire de la chaîne
BR-alpha est créée le 7 janvier 1998. Elle diffuse des programmes en rapport avec la science, la religion, la musique, la philosophie, la littérature, l'art et la culture. 
Le 30 juin 2014, BR-alpha devient ARD-alpha. 
En février 2018, la chaîne annonce la diffusion de ses programmes en HD, prévue pour 2019.

## Identité visuelle

### Logos

Logo de BR-alpha jusqu'au 29 juin 2014
Logo d'ARD-alpha depuis le 30 juin 2014

## Programmes
ARD-alpha diffuse 24 h / 24 et 7 jours / 7 un programme éducatif composé de programmes issus de Bayerischer Rundfunk, de l'ARD et de l'ORF. ARD-alpha s'intéresse, de manière plus moderne, à la science, la religion, la musique, la philosophie, la littérature, l'art et la culture.

## Diffusion
ARD-alpha est diffusée sur la télévision numérique terrestre en Bavière, par câble dans tous les länder et par satellite sur Astra 1H.